# Citomorfosi cornea
La citomorfosi cornea è il processo mediante il quale avviene la maturazione dei cheratinociti e la formazione di lamine cornee (strato più superficiale dell'epidermide) indispensabili per proteggere da agenti patogeni esterni gli strati sotto cutanei e prevenire la disidratazione eccessiva dei tessuti. Questo processo è anche detto "cheratinizzazione" poiché porta alla formazione di corpi cellulari cheratinizzati (colmi di cheratina e altre proteine che vanno a riempire il citoplasma della cellula); tale sviluppo cellulare avviene tipicamente negli epiteli pavimentosi pluristratificati cheratinizzati.
La citomorfosi cornea impiega circa 30 giorni per poter essere portata a termine. I cheratinociti, durante questo processo, migrano, dall'interno verso l'esterno, attraverso i 5 strati che compongono l'epidermide: da quello basale, verso quello spinoso, granuloso, lucido (raramente visibile e molto sottile) e infine corneo. Il processo di differenziazione ha inizio quando i cheratinoioti dello strato basale, in seguito a stimoli non ancora chiariti, si staccano dallo strato germinale e migrano verso lo strato spinoso (detto anche strato del Malpighi). Il passaggio di differenziazione di un cheratinocito dallo strato basale allo strato spinoso corrisponde all'attivazione di particolari geni, i quali codificano per  la sintesi di particolari enzimi che permettono al processo di corneificazione di avvenire. Durante la migrazione, i cheratinociti muoiono eliminando dal proprio citoplasma tutti gli organuli e riempiendolo con varie isoforme di cheratina e filamenti intermedi. Inoltre, la membrana cellulare interna è resa più resistente grazie alla presenza di loricrina, involucrina e filaggrina.
I cheratinociti più vecchi vengono eliminati attraverso processi di semplice frizione e desquamazione, causando un costante rinnovo cellulare. Disfunzioni a livello del processo di cheratinizzazione (troppo veloce o troppo lento) possono portare a patologie molto gravi e importanti.